# بلرية (لاريجان السفلي)
بلریة (بالفارسية: پلریه) هي قرية تقع في إيران في قسم لاریجان السفلی الريفي. يقدر عدد سكانها بـ 110 نسمة بحسب إحصاء 2016.